# Марьяновка (Семенский сельский совет)
Марья́новка (укр. Мар'янівка) — село на Украине, находится в Немировском районе Винницкой области.
Код КОАТУУ — 0523087003. Население по переписи 2001 года составляет 82 человека. Почтовый индекс — 22880. Телефонный код — 4331.
Занимает площадь 0,504 км².

## Адрес местного совета
22881, Винницкая область, Немировский р-н, с. Семенки